# أندريس مانزاناريس
أندريس مانزاناريس (بالإسبانية: Andrés Manzanares)‏ هو لاعب كرة قدم أرجنتيني في مركز الدفاع، ولد في 26 نوفمبر 1984 في باريلوتشي في الأرجنتين. لعب مع كيلمس.

## وصلات خارجية
- أندريس مانزاناريس على موقع قاعدة بيانات كرة القدم.إي يو (الإنجليزية)
- أندريس مانزاناريس على موقع Soccerway.com (الإنجليزية)